# Campeonato Paulista de Basquete Masculino de 2019
O Campeonato Paulista de Basquete Masculino de 2019 foi uma competição brasileira de basquete masculino organizada pela Federação Paulista de Basketball. 
As novidades desta edição ficaram por conta dos retornos do Rio Claro e do São Paulo, este, após 29 anos (de forma independente) - em 2005 participou do torneio em parceria com a AD Santo André -, e da estreia da UNIFAE, de São João da Boa Vista.

## Participantes
| Equipe          | Cidade                | Pos. em 2018 | Ginásio                         | Títulos        |
| --------------- | --------------------- | ------------ | ------------------------------- | -------------- |
| América         | São José do Rio Preto | 010.º        | Centro Regional de Eventos      | 0 (não possui) |
| Bauru           | Bauru                 | 03.º         | Ginásio Panela de Pressão       | 3 títulos      |
| Corinthians     | São Paulo             | 07.º         | Ginásio Wlamir Marques          | 14 títulos     |
| Franca          | Franca                | 01.º         | Ginásio Pedrocão                | 12 títulos     |
| Liga Sorocabana | Sorocaba              | 08.º         | Ginásio Gualberto Moreira       | 0 (não possui) |
| Mogi das Cruzes | Mogi das Cruzes       | 05.º         | Ginásio Professor Hugo Ramos    | 2 títulos      |
| Osasco          | Osasco                | 09.º         | Ginásio Poliesportivo Geodésico | 0 (não possui) |
| Paulistano      | São Paulo             | 02.º         | Ginásio Antônio Prado Junior    | 1 título       |
| Pinheiros       | São Paulo             | 04.º         | Ginásio Henrique Villaboim      | 1 título       |
| Rio Claro       | Rio Claro             | 0-           | Ginásio Municipal Felipe Karan  | 5 títulos      |
| São José        | São José dos Campos   | 06.º         | Ginásio Lineu de Moura          | 5 títulos      |
| São Paulo       | São Paulo             | 0-           | Ginásio do Morumbi              | 0 (não possui) |
| UNIFAE          | São João da Boa Vista | 0-           | Ginásio do CIC                  | 0 (não possui) |

### Regulamento
De acordo com o regulamento, na fase inicial, as equipes jogam entre si em turno e returno dentro de cada grupo (A e B). Os dois melhores classificados de cada chave (1º e 2º colocados) avançam diretamente ao playoff quartas de final. As demais equipes se enfrentam nas oitavas em um playoff (o terceiro de um grupo contra o sexto do outro, e o quarto contra o quinto) para definir mais quatro classificados. Todas as séries serão decididas em melhor de três partidas.

## Fase de grupos

### Classificação Grupo A
| Pos. | Equipe          | Pts | J  | V  | D  | PM   | PS   | Dif  | CD  | DSA | CD  | DSA |
| ---- | --------------- | --- | -- | -- | -- | ---- | ---- | ---- | --- | --- | --- | --- |
| 1    | Franca          | 23  | 12 | 11 | 1  | 1030 | 842  | 188  | -   | -   | -   | -   |
| 2    | Mogi das Cruzes | 22  | 12 | 10 | 2  | 1059 | 870  | 189  | -   | -   | -   | -   |
| 3    | São Paulo       | 20  | 12 | 8  | 4  | 1045 | 941  | 104  | -   | -   | -   | -   |
| 4    | Pinheiros       | 19  | 12 | 7  | 5  | 925  | 870  | 55   | -   | -   | -   | -   |
| 5    | Osasco          | 14  | 12 | 2  | 10 | 914  | 941  | -27  | 2-2 | +50 | -   | -   |
| 6    | Liga Sorocabana | 14  | 12 | 2  | 10 | 773  | 896  | -123 | 2-2 | +15 | 1-1 | +19 |
| 7    | América         | 14  | 12 | 2  | 10 | 756  | 1142 | -386 | 2-2 | -65 | 1-1 | -19 |

### Classificação Grupo B
| Pos. | Equipe      | Pts | J  | V | D | PM  | PS  | Dif  | CD  | DSA |
| ---- | ----------- | --- | -- | - | - | --- | --- | ---- | --- | --- |
| 1    | Corinthians | 17  | 10 | 7 | 3 | 777 | 710 | 67   | 1-1 | +7  |
| 2    | Bauru       | 17  | 10 | 7 | 3 | 754 | 732 | 22   | 1-1 | -7  |
| 3    | Paulistano  | 16  | 10 | 6 | 4 | 776 | 726 | 50   | -   | -   |
| 4    | São José    | 15  | 10 | 5 | 5 | 773 | 740 | 33   | -   | -   |
| 5    | Rio Claro   | 14  | 10 | 4 | 6 | 719 | 756 | -37  | -   | -   |
| 6    | UNIFAE      | 11  | 10 | 1 | 9 | 656 | 791 | -135 | -   | -   |

## Playoffs
Negrito – Vencedor das séries
Itálico – Time com vantagem de mando de quadra

### Chaveamento
|  | Oitavas de final (Melhor de 3) | Oitavas de final (Melhor de 3) | Oitavas de final (Melhor de 3) |  |  | Quartas de final (Melhor de 3) | Quartas de final (Melhor de 3) | Quartas de final (Melhor de 3) |   |                 | Semifinal (Melhor de 3) | Semifinal (Melhor de 3) | Semifinal (Melhor de 3) |  |  | Final (Melhor de 3) | Final (Melhor de 3) | Final (Melhor de 3) |
|  |                                |                                |                                |  |  |                                |                                |                                |   |                 |                         |                         |                         |  |  |                     |                     |                     |
|  |                                |                                |                                |  |  |                                |                                |                                |   |                 |                         |                         |                         |  |  |                     |                     |                     |
|  |                                |                                |                                |  |  | Bauru                          | Bauru                          | 1                              |   |                 |                         |                         |                         |  |  |                     |                     |                     |
|  | São Paulo                      | São Paulo                      | 2                              |  |  | São Paulo                      | São Paulo                      | 2                              |   |                 |                         |                         |                         |  |  |                     |                     |                     |
|  | UNIFAE                         | UNIFAE                         | 0                              |  |  |                                |                                |                                |   | São Paulo       | São Paulo               | 0                       |                         |  |  |                     |                     |                     |
|  |                                |                                |                                |  |  |                                | Franca                         | Franca                         | 2 |                 |                         |                         |                         |  |  |                     |                     |                     |
|  |                                |                                |                                |  |  | Franca                         | Franca                         | 2                              |   |                 |                         |                         |                         |  |  |                     |                     |                     |
|  | São José                       | São José                       | 2                              |  |  | São José                       | São José                       | 1                              |   |                 |                         |                         |                         |  |  |                     |                     |                     |
|  | Osasco                         | Osasco                         | 0                              |  |  |                                |                                |                                |   |                 | Franca                  | Franca                  | 2                       |  |  |                     |                     |                     |
|  |                                |                                |                                |  |  |                                | Corinthians                    | Corinthians                    | 0 |                 |                         |                         |                         |  |  |                     |                     |                     |
|  |                                |                                |                                |  |  | Mogi das Cruzes                | Mogi das Cruzes                | 2                              |   |                 |                         |                         |                         |  |  |                     |                     |                     |
|  | Paulistano                     | Paulistano                     | 2                              |  |  | Paulistano                     | Paulistano                     | 0                              |   |                 |                         |                         |                         |  |  |                     |                     |                     |
|  | Liga Sorocabana                | Liga Sorocabana                | 0                              |  |  |                                |                                |                                |   | Mogi das Cruzes | Mogi das Cruzes         | 1                       |                         |  |  |                     |                     |                     |
|  |                                |                                |                                |  |  |                                | Corinthians                    | Corinthians                    | 2 |                 |                         |                         |                         |  |  |                     |                     |                     |
|  |                                |                                |                                |  |  | Corinthians                    | Corinthians                    | 2                              |   |                 |                         |                         |                         |  |  |                     |                     |                     |
|  | Pinheiros                      | Pinheiros                      | 2                              |  |  | Pinheiros                      | Pinheiros                      | 0                              |   |                 |                         |                         |                         |  |  |                     |                     |                     |
|  | Rio Claro                      | Rio Claro                      | 0                              |  |  |                                |                                |                                |   |                 |                         |                         |                         |  |  |                     |                     |                     |

### Oitavas de final
| Time 1     | Séries | Time 2          | 1.º Jogo | 2.º Jogo | 3.º Jogo |
| ---------- | ------ | --------------- | -------- | -------- | -------- |
| São José   | 2-0    | Osasco          | 96–89    | 87–69    | –        |
| Paulistano | 2-0    | Liga Sorocabana | 63–62    | 71–63    | –        |
| Pinheiros  | 2-0    | Rio Claro       | 83–77    | 78–74    | –        |
| São Paulo  | 2-0    | UNIFAE          | 86–72    | 97–71    | –        |

### Quartas de final
| Time 1          | Séries | Time 2     | 1.º Jogo | 2.º Jogo | 3.º Jogo |
| --------------- | ------ | ---------- | -------- | -------- | -------- |
| Franca          | 2-1    | São José   | 86–92    | 93–66    | 81–67    |
| Mogi das Cruzes | 2-0    | Paulistano | 92–69    | 91–79    | –        |
| Corinthians     | 2-0    | Pinheiros  | 84–77    | 86–80    | –        |
| Bauru           | 1-2    | São Paulo  | 83–89    | 71–68    | 87–93    |

### Semifinal
| Time 1      | Séries | Time 2          | 1.º Jogo | 2.º Jogo | 3.º Jogo |
| ----------- | ------ | --------------- | -------- | -------- | -------- |
| Franca      | 2-0    | São Paulo       | 89–77    | 92–88    | –        |
| Corinthians | 2-1    | Mogi das Cruzes | 75–80    | 84–82    | 67–59    |

### Final
| 13 de outubro 11h | Relatório | Corinthians                                                                             | 68–74 | Franca                                                                             |  | Ginásio Walmir Marques, São Paulo |  |
| 13 de outubro 11h | Relatório | Placar por quarto: 10-18, 19-10, 15-27, 24-19                                           |       |                                                                                    |  | Ginásio Walmir Marques, São Paulo |  |
| 13 de outubro 11h | Relatório | Pts: Humberto 12 Rbts: David Nesbitt 6 Asts: Arthur Pecos/Kyle Fuller/Ricardo Fischer 2 |       | Pts: Rafael Hettsheimeir 21 Rbts: Rafael Hettsheimeir 10 Asts: Elinho/Lucas Dias 5 |  | Ginásio Walmir Marques, São Paulo |  |

| 17 de outubro 21h | Relatório | Franca                                                  | 88–67 | Corinthians |  | Ginásio Pedrocão, Franca |  |
| 17 de outubro 21h | Relatório | Placar por quarto: 16-13, 18-20, 30-13, 24-21           |       | |  | Ginásio Pedrocão, Franca |  |
| 17 de outubro 21h | Relatório | Pts: David Jackson 17 Rbts: Lucas Dias 7 Asts: Elinho 4 |       | Pts: Tracy Robinson 17 Rbts: David Nesbitt 9 Asts: Anthony Johnson/David Nesbitt/Felipe Vezaro/Ricardo Fischer/Tracy Robinson 2 |  | Ginásio Pedrocão, Franca |  |

| Campeonato Paulista de Basquete Masculino 2019 |
| ---------------------------------------------- |
| Franca Campeão (13° título Paulista)           |

## Classificação final
| Pos.                               | Equipe          |
| ---------------------------------- | --------------- |
| 1                                  | Franca          |
| 2                                  | Corinthians     |
| Eliminados na semifinal            |                 |
| 3                                  | Mogi das Cruzes |
| 4                                  | São Paulo       |
| Eliminados nas quartas de final    |                 |
| 5                                  | Bauru           |
| 6                                  | Paulistano      |
| 7                                  | Pinheiros       |
| 8                                  | São José        |
| Eliminados nas oitavas de final    |                 |
| 9                                  | Osasco          |
| 10                                 | Rio Claro       |
| 11                                 | Liga Sorocabana |
| 12                                 | UNIFAE          |
| Eliminado na fase de classificação |                 |
| 13                                 | América         |